# Henry Cornelius Burnett

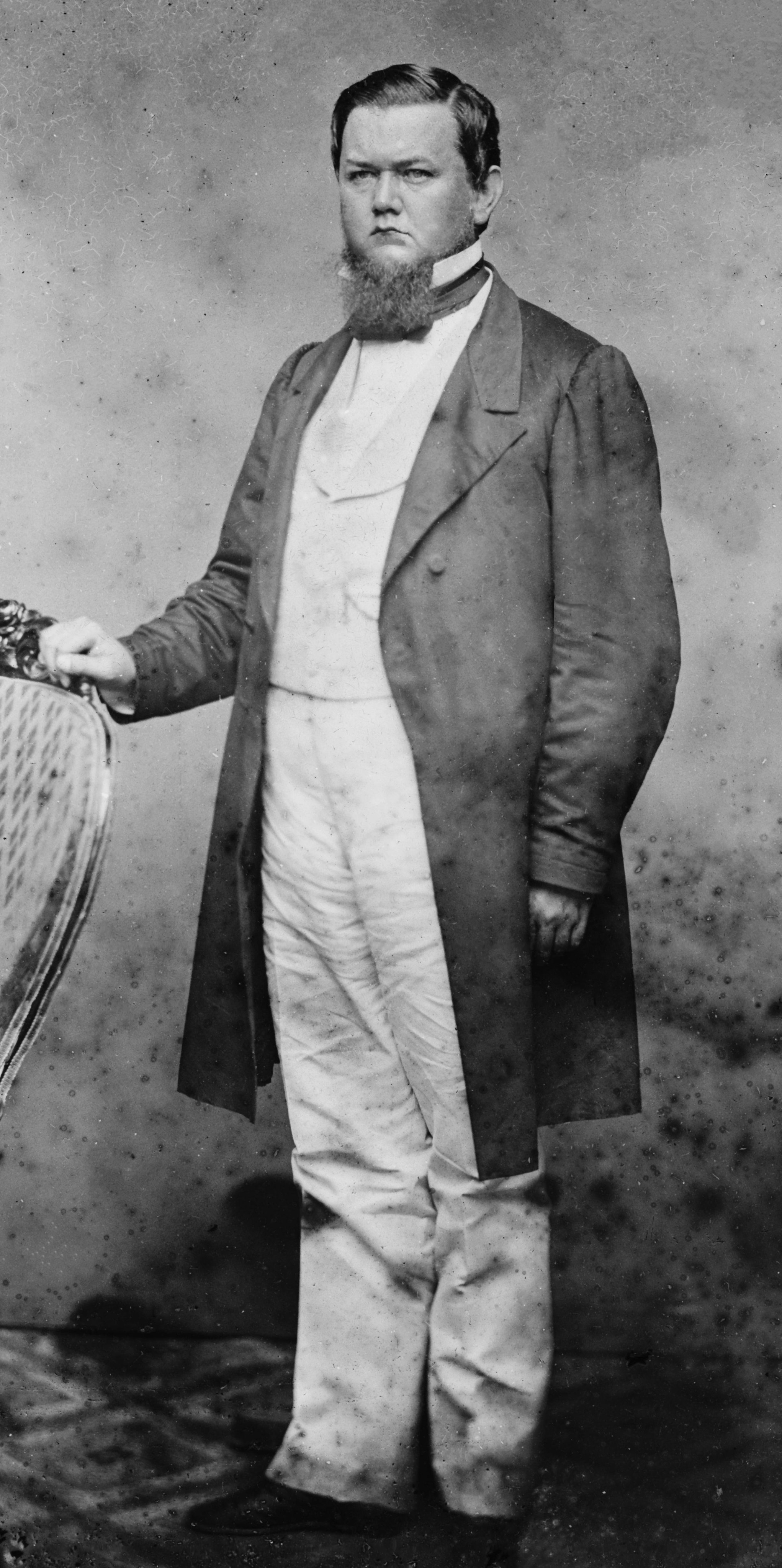
Henry Cornelius Burnett

Henry Cornelius Burnett (* 5. Oktober 1825 im Essex County, Virginia; † 1. Oktober 1866 in Hopkinsville, Kentucky) war ein US-amerikanischer Politiker (Demokratische Partei). Er vertrat den Staat Kentucky im US-Repräsentantenhaus sowie während des Sezessionskrieges als Senator im Konföderiertenkongress.
Burnett wurde in Virginia geboren, zog aber schon als Kind mit seinen Eltern nach Kentucky, wo er die Schule besuchte und die Rechte studierte. 1847 wurde er in die Anwaltskammer aufgenommen und begann in Cadiz als Jurist zu praktizieren. Später war er am Bezirksgericht des Trigg County angestellt.
1854 wurde Henry Burnett als Abgeordneter für den 1. Wahldistrikt von Kentucky ins US-Repräsentantenhaus gewählt. In diesem Amt wurde er dreimal bestätigt, ehe der Kongress ihn als Unterstützer der Sezession der Südstaaten am 3. Dezember 1861 aus seinen Reihen ausschloss.
Im Bürgerkrieg diente Burnett später als Colonel und Kommandeur eines Infanterieregiments aus Kentucky. Als Politiker gehörte er dem Provisorischen Konföderiertenkongress an, später dann als Senator dem ersten und dem zweiten Konföderiertenkongress bis zur Niederlage der Konföderation im Mai 1865.
Nach Kriegsende arbeitete Henry Burnett wieder als Anwalt; er starb jedoch schon im folgenden Jahr und wurde in Cadiz beigesetzt.